# Избран народ
Избраният народ е концепция в някои национални религии, например в юдаизма, шинтоизма, в някои шаманистични системи и др., според която даденият народ-нокител на определена верска система, а в юдаизма - евреите са избрани от Бога от Бога народ. Това схващане е подхранвано от националистически, а при юдаизма-от крайни ционистки кръгове.
Богоизбраността на евреите се поддържа от някои ранни християнски автори, самите те евреи по произход. Така апостол Павел пише: „целият Израил ще се спаси..., защото Божиите дарове и призванието са неотменни“,[Рим. 11:26-29] а според Йоан Богослов самият Иисус Христос казва, че „спасението е от иудеите“.[Иоан. 4:22]
Идеята за избрания народ присъства и в някои други авраамически религии, като растафари и мормонизма.